# Рокітниця-Весь
Рокітниця-Весь (пол. Rokitnica-Wieś) — село в Польщі, у гміні Сведзебня Бродницького повіту Куявсько-Поморського воєводства.
Населення — 221 особа (2011).
У 1975-1998 роках село належало до Торунського воєводства.

## Демографія
Демографічна структура станом на 31 березня 2011 року:
|          | Загалом | Допрацездатний вік | Працездатний вік | Постпрацездатний вік |
| -------- | ------- | ------------------ | ---------------- | -------------------- |
| Чоловіки | 107     | 20                 | 76               | 11                   |
| Жінки    | 114     | 20                 | 68               | 26                   |
| Разом    | 221     | 40                 | 144              | 37                   |